# Millbury
Millbury és una població dels Estats Units a l'estat d'Ohio. Segons el cens del 2000 tenia 1.161 habitants.

## Demografia
Segons el cens del 2000, Millbury tenia 1.161 habitants, 421 habitatges, i 340 famílies. La densitat de població era de 457,4 habitants/km².
Dels 421 habitatges en un 37,8% hi vivien nens de menys de 18 anys, en un 69,4% hi vivien parelles casades, en un 7,8% dones solteres, i en un 19,2% no eren unitats familiars. En el 17,1% dels habitatges hi vivien persones soles el 7,4% de les quals corresponia a persones de 65 anys o més que vivien soles. El nombre mitjà de persones vivint en cada habitatge era de 2,76 i el nombre mitjà de persones que vivien en cada família era de 3,1.
Per edats la població es repartia de la següent manera: un 26,9% tenia menys de 18 anys, un 7% entre 18 i 24, un 30,7% entre 25 i 44, un 25,3% de 45 a 60 i un 10,2% 65 anys o més.
L'edat mediana era de 37 anys. Per cada 100 dones de 18 o més anys hi havia 92,1 homes.
La renda mediana per habitatge era de 54.306 $ i la renda mediana per família de 62.386 $. Els homes tenien una renda mediana de 42.000 $ mentre que les dones 26.513 $. La renda per capita de la població era de 22.157 $. Aproximadament l'1,5% de les famílies i el 2,6% de la població estaven per davall del llindar de pobresa.

## Poblacions més properes
El següent diagrama mostra les poblacions més properes.